# Conus regius
Conus regius е вид охлюв от семейство Conidae. Видът не е застрашен от изчезване.

## Разпространение и местообитание
Разпространен е в Американски Вирджински острови, Ангуила, Антигуа и Барбуда, Аруба, Барбадос, Бонер, Бразилия (Алагоас, Баия, Пара, Пернамбуко, Рио Гранди до Норти, Сеара, Триндади и Мартин Вас и Фернандо ди Нороня), Британски Вирджински острови, Венецуела, Гваделупа, Гватемала, Гвиана, Гренада, Доминика, Доминиканска република, Кайманови острови, Колумбия, Коста Рика, Куба, Кюрасао, Мартиника, Мексико (Кинтана Ро), Монсерат, Никарагуа, Панама, Пуерто Рико, Саба, САЩ (Флорида), Свети Мартин, Сейнт Винсент и Гренадини, Сейнт Китс и Невис, Сейнт Лусия, Сен Бартелми, Сен Естатиус, Синт Мартен, Суринам, Тринидад и Тобаго, Търкс и Кайкос, Френска Гвиана, Хаити, Хондурас и Ямайка.
Обитава крайбрежията на морета, заливи и рифове. Среща се на дълбочина от 5 до 60 m, при температура на водата от 25,9 до 26,5 °C и соленост 37,2 – 37,3 ‰.